# Anagni
Anagni – miejscowość i gmina we Włoszech, w regionie Lacjum, w prowincji Frosinone.
Według danych na rok 2004 gminę zamieszkiwały 19 334 osoby, 171,1 os./km².

## Miasta partnerskie
- Gniezno
- L’Isle-sur-la-Sorgue